# París-Roubaix 1898

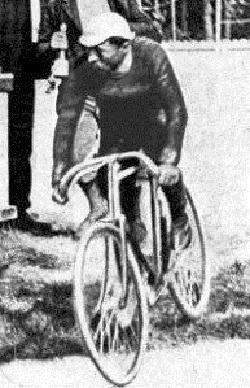
Maurice Garin, vencedor de la prova

La París-Roubaix 1898 fou la 3a edició de la París-Roubaix. La cursa es disputà el 10 d'abril de 1898 i fou guanyada per l'italià Maurice Garin, que s'imposà en solitari a la meta de Roubaix.

## Classificació final
|    | Ciclista          | Equip | Temps        |
| -- | ----------------- | ----- | ------------ |
| 1  | Maurice Garin     | -     | 8h 13' 15"   |
| 2  | Auguste Stephane  | -     | + 28' 00"    |
| 3  | Edouard Wattelier | -     | + 33' 52"    |
| 4  | Jean Bertin       | -     | + 46' 26"    |
| 5  | Charles Meyer     | -     | + 1h 12' 59" |
| 6  | Rodolfo Muller    | -     | + 1h 31' 31" |
| 7  | Gaston Herrinck   | -     | + 2h 00' 35" |
| 8  | Jules Cordier     | -     | + 2h 08' 16" |
| 9  | Liegeois          | -     | + 2h 33' 01  |
| 10 | François Monachon | -     | + 2h 39' 05" |